# Hotel AF
El Hotel AF es oficialmente el hotel más grande de la región del Cáucaso. Se trata de un hotel de cuatro estrellas y un parque acuático en el mar Caspio en Novkhani, a 21 kilómetros del centro de Bakú, Azerbaiyán. El hotel dispone de 300 habitaciones, 40 suites de lujo, triples y 16 cabañas de dos pisos. El complejo de entretenimiento familiar cuenta con carreras de botes y un parque acuático con diversos toboganes.